# 富田八郎
富田 八郎（とみた はちろう、1876年10月4日 - 1947年11月29日）は、日本の政治家。衆議院議員（1期）。

## 経歴
滋賀県出身。東京専門学校で学ぶ。酒造業を営む。伊香郡議、同議長、滋賀県議、所得調査委員、木之本町(現・長浜市)長、伊香相救社理事社長、木之本製糸、滋賀県農工銀行、滋賀県合同貯蓄銀行、江州日日新聞社各(株)取締役、江北銀行取締役頭取、滋賀県酒造組合連合会会長、全国酒造組合連合会評議員、近江信託(株)監査役となる。
1928年の第16回衆議院議員総選挙において滋賀県全県区から立憲政友会公認で立候補して当選した。衆議院議員を1期務めた。1930年の第17回衆議院議員総選挙には出馬しなかった。1947年死去。